# Borís Golitsyn
Borís Borísovich Golitsyn (en ruso: Бори́с Бори́сович Голи́цын; también conocido como Príncipe Golitsyn) (San Petersburgo, 2 de marzo [18 de febrero jul] de 1862 - Petrogrado, 17 de mayo [4 de mayo jul] de 1916) fue un destacado físico ruso, inventor del primer sismógrafo electromagnético en 1906. Fue uno de los fundadores de la sismología moderna.

## Semblanza

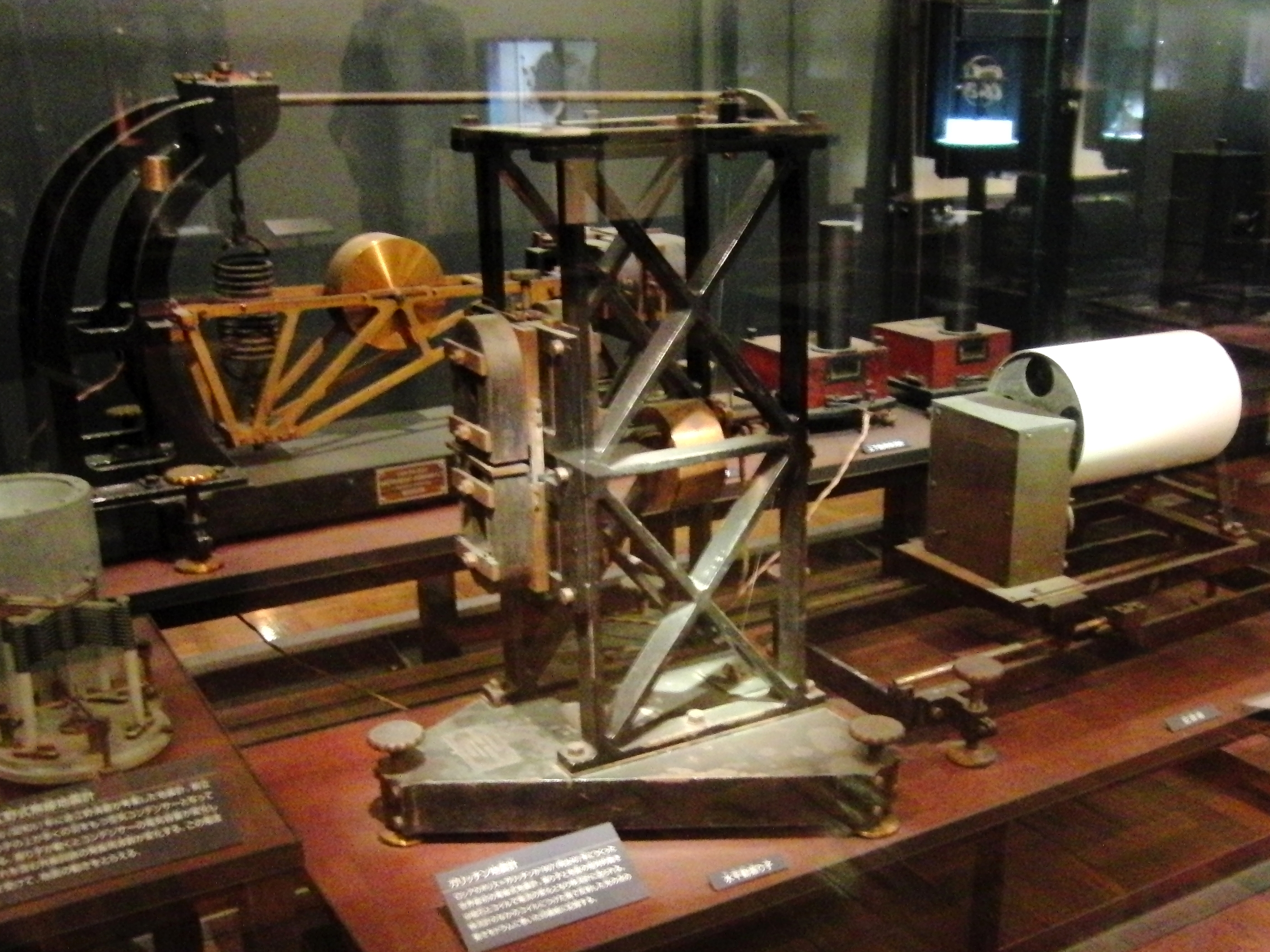
Sismógrafo Golitsyn, expuesto en el Museo Nacional de Ciencia de Japón.

Borís pertenecía a la familia Golitsin, una de las principales casas nobles de la Rusia Imperial.
Se graduó en la Escuela Naval como oficial de la marina, pero dejó la armada en 1887, y continuó su educación en la Universidad de Estrasburgo. En 1890 regresó a Rusia, y comenzó a enseñar matemáticas en la Universidad de Moscú, donde presentó una tesis en 1893 sobre "Propiedades generales de los dieléctricos en términos de la teoría mecánica del calor". Tras dejar la Universidad de Moscú, se convirtió en profesor de física en la Universidad de Yuryev.
Después del terremoto de Verny (actualmente Almaty) de 1887, entró a formar parte de una Comisión Sismológica Permanente, destacando por sus logros en la teoría y en la práctica de la sismología.
En 1897, dirigió el departamento de física experimental en el Instituto Médico de la Mujer en San Petersburgo.
En 1906 diseñó su sismógrafo electromagnético, reconocido en su momento como el mejor del mundo: con este tipo de dispositivos se equiparon numerosas estaciones sísmicas en Europa, especialmente la de Estrasburgo.
En 1908 fue elegido académico de la Academia Rusa de Ciencias.
Supervisó en 1909 la creación del primer servicio sísmico en Rusia, que inicialmente contó con siete estaciones sísmicas en las ciudades de Pulkovo, Yuryev (Tartu), Tiflis, Ekaterinburgo, Irkutsk, Vladivostok y Bakú. En 1911 abrió otra estación sísmica de la 1ª categoría en Makeevskaya, que fue parte del primer Servicio de Salvamento de Minas de Rusia.
En 1911 fue elegido presidente de la Asociación de Sismología Internacional.
Fue uno de los conferenciantes en la sesión plenaria del Congreso Internacional de Matemáticos de Cambridge en 1912.
Trabajó como director de la Imprenta Estatal, equipándola con la última tecnología de impresión. En 1913 fue nombrado director del Observatorio de Física Nikolaev, y también trabajó como jefe del servicio meteorológico militar durante la Primera Guerra Mundial, cuyas privaciones minaron su salud, falleciendo el 17 de mayo de 1916.

## Eponimia
- El cráter lunar Golitsyn lleva este nombre en su memoria.